# Рогач (растение)
Рога́ч, эбелек, устели-поле (лат. Ceratocarpus) — род однолетних травянистых растений семейства Маревые (Chenopodiaceae)
Вильчато-ветвистые травы высотой от 5 до 30 см, формирующие подушки шаровидной формы, с линейными или линейно-ланцетными листьями, снабжённые заострёнными концами, прочными и колючими. Растения однодомные, с разнополыми преимущественно одиночными цветками, посаженными в пазухи листьев.
Плоды помещаются в сросшиеся прицветники с двумя рогоподобными выростами, отчего и произошло русское название растения.
Представители рода встречаются в южных регионах Евразии, преимущественно в районах с умеренным климатом.
Произрастает зачастую на песчаных почвах, встречается как сорняк вдоль дорог, у жилых построек.
Может формировать заросли в местах интенсивного выпаса сельскохозяйственных животных.
В условиях пустынь и полупустынь идёт на корм крупного и мелкого рогатого скота, поедается лошадьми.
По современным представлениям систематиков род признаётся монотипным, включающим единственный вид Ceratocarpus arenarius — Рогач песчаный, или песковой, являющийся типовым.
Прежде разными авторами было описано некоторое количество иных видов, однако в настоящее время большая часть источников всё видовое разнообразие сводит к одному виду, как предполагается обладающему определённым полиморфизмом.
Некоторые ранее описанные виды, ставшие синонимами:
- Ceratocarpus maritimus Pall. ex M. Bieb. Fl. Taur.-Caucas. 2: 397 (1808)
- Ceratocarpus salinus Pall. Reise Russ. Reich. 1: 268 (1771)
- Ceratocarpus turkestanicum Sav.-Rycz. ex Iljin Fl. URSS 6: 874, pl. 2, f. 14 (1936)
- Ceratocarpus utriculosus Bluket ex Krylov Fl. Zapadnoi Sibiri iv. 905 (1930) — Рогач сумчатый